# Конечные станции и оборотные кольца санкт-петербургского трамвая
Список трамвайных конечных станций Санкт-Петербурга.

## Действующие

### Центральная часть
| Название                | Расположение                                                                                   | Конфигурация                                    | Дата открытия  | Прежние названия                                                               | Использующие маршруты        | Примечания |
| ----------------------- | ---------------------------------------------------------------------------------------------- | ----------------------------------------------- | -------------- | ------------------------------------------------------------------------------ | ---------------------------- | --- |
| Площадь Тургенева       | Вокруг площади Тургенева                                                                       | 1 сквозной путь                                 | 10 ноября 1907 |                                                                                | 16 (укороченные наряды)      | |
| Улица Марата            | Разворот Лиговский проспект — Кузнечный переулок — улица Марата — Свечной переулок             | Квадрат по улицам вокруг квартала               | 1929           |                                                                                | 16 (сквозной проезд), 25, 49 | Для оборота начала использоваться только с 1968 года с перерывами |
| Площадь Репина          | На площади Репина северо-восточнее перекрёстка Лоцманской улицы и проспекта Римского-Корсакова | 2 сквозных пути                                 | 1934           | до 1940 — Завод имени Марти до декабря 1952 — Калинкинская, как и сама площадь | 3, 16 (сквозной проезд)      | |
| Перекупной переулок     | Разворот Херсонская улица — проспект Бакунина — Исполкомская улица — Перекупной переулок       | Квадрат по улицам вокруг квартала               | 1951           |                                                                                | 24, 30, 39                   | Для оборота начала использоваться только с декабря 1969 года |
| Улица Кораблестроителей | Северо-западнее перекрёстка улиц Наличной и Кораблестроителей                                  | 3 сквозных пути                                 | декабрь 1976   |                                                                                | 1, 6                         | |
| Детская улица           | Северо-западнее перекрёстка Детской улицы и Косой линии.                                       | до 1957 – треугольник, с 1957 – 3 сквозных пути | 1929           | до 1957 – Косая линия                                                          | 1, 40                        | В 1957 году перенесена на 100 метров северо-западнее прежнего расположения. Ранее имелись грузовые ответвления на разветвлённые сети двух заводов: Балтийского и «Севкабель». С 16 июля 2015 года в связи с ремонтом коммуникаций на Васильевском острове и строительством станции метро «Горный институт» являлась отрезанной от остальной сети. 7 октября 2024 года возобновила свою работу в качестве конечной для маршрутов 1 и 40. |

### Северная часть

#### Выборгский район
| Название            | Расположение | Конфигурация | Дата открытия   | Прежние названия                                                              | Использующие маршруты | Примечания |
| ------------------- | --- | --- | --------------- | ----------------------------------------------------------------------------- | --------------------- | --- |
| Тихорецкий проспект | Тихорецкий проспект у дома 4                                                                                         | 2 сквозных пути, тупик                                                                                            | 1917            | до 1963 — Политехнический институт                                            | 40, 57                | До 1963 года располагалась у Политехнического института. Перед кольцом ответвлялась грузовая линия к Яшумовскому карьеру (см. ниже). На старом месте конечной построен вестибюль станции метро «Политехническая»                              |
| Выборгская          | Разворот улица Смолячкова — Большой Сампсониевский проспект — Гренадерская улица                                     | Квадрат по улицам вокруг квартала                                                                                 | 22 апреля 1975  |                                                                               | 61                    | |
| Придорожная аллея   | Восточнее пересечения проспекта Энгельса и Придорожной аллеи                                                         | 4 сквозных пути                                                                                                   | 1 января 1976   |                                                                               | 21, 55, 100           | На конечной станции расположена Дистанция пути № 2 |
| Проспект Культуры   | Северо-западнее перекрёстка Придорожной аллеи и проспекта Культуры                                                   | 3 сквозных пути                                                                                                   | 15 августа 1977 |                                                                               | 20, 58                | |
| Удельная            | Восточнее станции метро                                                                                              | 1 сквозной путь, разъезд                                                                                          | 6 ноября 1982   |                                                                               | 9                     | Один из путей не используется |
| Улица Жени Егоровой | В месте пересечения одноимённой улицы с Суздальским проспектом, примерно в 800 метрах к востоку от Выборгского шоссе | 3 сквозных пути, до 28 декабря 1982 — кольцо в конце однопутной линии примерно напротив Спасо-Парголовского храма | 1934            | до 28 декабря 1982 — Парголово, также использовалось название «1-е Парголово» | 58                    | Ранее один из путей конечной станции являлся тупиковым. Примерно на середине завершающего отрезка по пути к кольцу вдоль Суздальского проспекта линия проходит через самую северную точку трамвайной сети города — 60,063° с. ш., 30,3° в. д. |

#### Калининский район
| Название                           | Расположение | Конфигурация                                                      | Дата открытия   | Прежние названия                                                     | Использующие маршруты | Примечания |
| ---------------------------------- | --- | ----------------------------------------------------------------- | --------------- | -------------------------------------------------------------------- | --------------------- | --- |
| Площадь Ленина, Финляндский вокзал | Разворот площадь Ленина — Боткинская улица — улица Академика Лебедева — улица Комсомола (до 1950-х годов «горизонтали» составляли улица Комсомола и Финский переулок, с 1950-х по 2000 год — улица Комсомола, Финский переулок и Боткинская улица, с 2000 года — улица Комсомола и Боткинская улица) | Квадрат по улицам вокруг квартала, пошёрстный съезд               | 1908            |                                                                      | 3, 6, 20, 23          | Конфигурация неоднократно менялась. До 2000 года в состав конечной станции входила однопутная линия в Финском переулке. На улицах Комсомола и Боткинской до 1960 года имелись два пошёрстных съезда и дополнительный третий путь, от которого ответвлялся ещё один к Финляндской товарной станции. |
| Проспект Мечникова                 | Северо-восточнее перекрёстка проспектов Пискарёвского и Мечникова | До 1967 — 3 сквозных и 1 тупиковый путь, с 1967 — 3 сквозных пути | 1917            | до 1924 — Больница Петра Великого до 1996 — Больница имени Мечникова | 9, 38, 51             | В 1969 году была перенесена на несколько сотен метров юго-западнее своего старого расположения. До этой реконструкции имелись два тупиковых пути и дополнительное оборотное кольцо на территории больницы имени Мечникова, использовавшиеся только в грузовом движении                             |
| Кушелевка                          | Начало Политехнической улицы | 1 сквозной путь                                                   | 1956            |                                                                      | 38, 48                | |
| Ручьи                              | Северо-восточнее перекрёстка проспекта Науки и улицы Руставели | 3 сквозных пути                                                   | июль 1966       |                                                                      | 100                   | Выезд на улицу Руставели в сторону проспекта Луначарского возможен только с одного из путей, до 2007 года такой возможности не было вообще |
| Суздальский проспект               | Юго-восточнее перекрёстка Суздальского и Светлановского проспектов | 3 сквозных пути                                                   | 1 сентября 1972 |                                                                      | 51, 61                | |
| Проспект Луначарского              | Северо-восточнее перекрёстка проспекта Луначарского и улицы Руставели | 1 сквозной путь                                                   | 1 января 1980   |                                                                      | 57                    | Ранее имелся внешний путь |

#### Приморский район
| Название            | Расположение                                                             | Конфигурация                | Дата открытия   | Прежние названия                                       | Использующие маршруты | Примечания |
| ------------------- | ------------------------------------------------------------------------ | --------------------------- | --------------- | ------------------------------------------------------ | --------------------- | --- |
| Приморский проспект |                                                                          | 2 сквозных пути (см. схему) | 1929            | до 1935 — Завод имени Рыкова, до 1999 — Старая Деревня | 21                    | В 2011—2012 годах перестроена в связи со строительством ЗСД и реконструкцией Приморского проспекта. По части территории к/ст проложена новая проезжая часть улицы Савушкина. До перестройки имела 4 сквозных пути, 3 тупика и выезд в обе стороны |
| Удельный парк       | Проспект Испытателей, у начала Богатырского проспекта                    | 1 сквозной путь             | 26 декабря 1988 | до 1991 — Парк Челюскинцев                             | 47                    | Заезд возможен только с запада |
| Улица Шаврова       | Проспект Авиаконструкторов между Шуваловским проспектом и улицей Шаврова | 6 сквозных путей            | декабрь 1990    |                                                        | 18, 47, 55            | В 2004 году при строительстве ПТО была перенесена на несколько сотен метров севернее своего старого расположения |
| Лахтинский разлив   | Западнее перекрёстка улиц Школьной и Савушкина                           | 5 сквозных путей (ранее 2)  | 5 августа 1992  |                                                        | 19, 48                | В 2012 году перенесена с территории восточнее перекрёстка улиц Школьной и Савушкина (между Школьной улицей и Приморским шоссе) |
| Старая Деревня      | Севернее одноимённой станции метро и железнодорожной платформы           | 2 сквозных пути, тупик      | 14 января 1999  |                                                        | 18                    | |
| Старая Деревня      | Южнее от одноимённой железнодорожной платформы и станции метро           | 1 сквозной путь, разъезд    | 27 декабря 2000 |                                                        | 19                    | |

### Восточная часть

#### Красногвардейский район
| Название            | Расположение                                                              | Конфигурация                                                     | Дата открытия   | Использующие маршруты | Примечания |
| ------------------- | ------------------------------------------------------------------------- | ---------------------------------------------------------------- | --------------- | --------------------- | --- |
| Ржевка              | Ржевская площадь                                                          | 3 сквозных пути                                                  | 1926            | 64                    | Перестроена в промежутке от 1939 до 1966 года. До этого момента имелись только 1 сквозной путь и тупик. Реконструирована в 2018—2019 годах ООО «ТКК». Самое восточное трамвайное кольцо Санкт-Петербурга. |
| Хасанская улица     | Хасанская улица к западу от перекрестка с проспектом Наставников          | 3 сквозных пути                                                  | 1 сентября 1982 | 8                     | Ранее некоторая часть конечной станции была продана под коммерческие предприятия, в связи с чем пути на проданной территории были частично демонтированы (так, одно из зданий бывшей дистанции пути, находившейся на этой конечной, сейчас является продовольственным магазином, при этом в его здании даже можно увидеть рельсы). В 1997—2002 годах на конечной станции находился филиал трамвайного парка № 4. В 2016—2018 годах реконструирована. Эксплуатируется ООО «ТКК» |
| Ладожская           | Юго-западнее Ладожского вокзала                                           | 3 сквозных пути (до 2017), пошёрстный съезд (с 2018)             | 1 января 1986   | 8, 30, 59, 63, 64     | В 2003 году при строительстве Ладожского вокзала была перенесена на несколько сотен метров юго-западнее своего старого расположения. Само кольцо с 2003 года не являлось остановкой, высадка осуществлялась на 300 м севернее близ Ладожского вокзала. Повторно используется с 2018 года ООО «ТКК» уже как межпутный съезд перед вокзалом (в 2019 году был построен ещё один съезд, за вокзалом).                                                                              |
| Улица Передовиков   | Северо-восточнее перекрестка улицы Передовиков и Ириновского проспекта    | Пошерстный съезд                                                 | 1 сентября 2019 | 10, 63                | |
| Трамвайное депо ТКК | У въезда в трамвайное депо ТКК на улице Потапова                          | 2 сквозных пути                                                  | 1 сентября 2019 | 59                    | |
| Малая Охта          | Северо-восточнее перекрёстка Новочеркасского проспекта и Гранитной улицы. | До 1959 года — 1 сквозной путь, с 1959 по 2016 — 3 сквозных пути | 1936            | 7, 30 (сквозной)      | До перестройки в 1959 году заезд был возможен только с запада. В 2017—2019 годах вновь было полностью перестроено. Не использовалась как конечная с 4 марта 2023 года из-за закрытия маршрута № 7А в связи с ремонтом станции метро «Ладожская». С 2024 года снова используется маршрутами №7 и №30. (№30 - сквозной). |

#### Невский район
| Название              | Расположение                                                              | Конфигурация                                                                 | Дата открытия | Прежние названия                                                  | Использующие маршруты | Примечания |
| --------------------- | ------------------------------------------------------------------------- | ---------------------------------------------------------------------------- | ------------- | ----------------------------------------------------------------- | --------------------- | --- |
| Невский завод         | Проспект Обуховской Обороны, вблизи Невского завода                       | 1 сквозной путь                                                              | 1918          | до 1924 — Семянниковский завод до 2005 — Завод имени Ленина       | 65                    | Ранее имелись два тупиковых пути |
| Обуховский завод      | Угол улицы Грибакиных и проспекта Обуховской Обороны, вблизи Пролетарская | 3 сквозных пути, въезды в трамвайный парк № 7                                | 1950          | до 1993 — Завод «Большевик», с 1993 по 2024 - Трамвайный парк № 7 | 39                    | |
| Река Оккервиль        | Восточнее перекрёстка улицы Дыбенко и Товарищеского проспекта             | 5 сквозных путей                                                             | 1970          |                                                                   | 27, 65, А             | Перестроена в 1980 году, до этого имела меньшее количество путей |
| Проспект Солидарности | Проспект Солидарности юго-восточнее перекрёстка с улицей Подвойского      | 6 сквозных путей                                                             | 1973          |                                                                   | 7, 10, 23             | |
| Рыбацкое              | Тепловозная улица                                                         | Остановки для высадки и посадки пассажиров у путей, ведущих к ТПУ «Рыбацкое» | 1935          |                                                                   | 24, 27                | До 1940-х годов имелся тупиковый путь, перестроена к 1954 году. До 17 августа 1987 года находилась между домами 26 и 32 по Шлиссельбургскому проспекту. С 1994 года на территории конечной станции работает филиал трамвайного парка № 7. Самая южная конечная станция Санкт-Петербурга. После строительства КАД в 2005 году оказалась единственной, расположенной за её пределами |

### Южная часть
| Название               | Расположение                                                             | Конфигурация                                      | Дата открытия   | Прежние названия             | Использующие маршруты    | Примечания |
| ---------------------- | ------------------------------------------------------------------------ | ------------------------------------------------- | --------------- | ---------------------------- | ------------------------ | --- |
| Московские ворота      | Площадь Московские Ворота, у одноимённой станции метро                   | 1 сквозной путь вокруг Московских ворот           | 1909            |                              | 29 (сквозной проезд), 43 | При продлении линии по Московскому проспекту тупик был заменён на оборотное кольцо вокруг Московских ворот, до этого путь проходил через них |
| Карбюраторный завод    | Угол Мгинской улицы и улицы Самойловой                                   | До 1961 — треугольник, с 1961 — 2 сквозных пути   | 1932            | до 1973 — Волкова Деревня    | 16                       | Перестроена в 1961 году. Посадка и высадка осуществляются не на самой конечной, а на остановке «Улица Самойловой». До снятия путей со Второй Советской и части Лиговского проспекта, ходил маршрут 44. |
| Мясокомбинат           | На углу Московского шоссе и улицы Ленсовета, недалеко от Звездная        | 2 сквозных пути                                   | 1944            | до 1961 — Ленмясокомбинат    | 29                       | До 1961 года заезд осуществлялся с линии по Московскому шоссе. |
| Проспект Юрия Гагарина | Северо-западнее перекрёстка проспекта Юрия Гагарина и Авиационной улицы  | 2 сквозных пути (до 2021 года - 4 сквозных путей) | 1960            | до 1961 - Нарымский проспект | 45, 29В                  | |
| Купчино                | Балканская площадь                                                       | 5 сквозных путей                                  | 29 декабря 1973 |                              | 25, 43, 45, 62           | |
| Малая Балканская улица | Малая Балканская улица напротив роддома № 16, в конце Бухарестской улицы | 4 сквозных пути                                   | 1 января 1982   |                              | 49, 62                   | В 1980-х годах от внешнего пути к/ст отходили пути полигона «Горэлектротранса». По одной из версий, здесь предполагалось создание филиала трамвайного парка № 1 и должен был быть организован отстой вагонов. По другой версии, полигон предназначался исключительно для учебно-тренировочных и испытательных целей. Но в итоге полигон стали использовать как «кладбище» трамваев: в начале 1983 года здесь был устроен отстой 54 старых вагонов. В июне того же года почти все вагоны были вывезены, остальные оставались здесь до 1989 года. В 1990 году пути полигона были демонтированы. На полигоне были проложены 3 сквозных и 1 тупиковый путь. |

### Юго-западная часть
| Название               | Расположение | Конфигурация                      | Дата открытия   | Прежние названия                            | Использующие маршруты | Примечания |
| ---------------------- | --- | --------------------------------- | --------------- | ------------------------------------------- | --------------------- | --- |
| Нарвская               | Вокруг площади Стачек, Нарвских ворот                                                                                       | 1 сквозной путь, тупик            | 1908            |                                             | 16                    | Не использовалась с 2006 по 2013 год наряду с линией по Старо-Петергофскому проспекту |
| Завод «Северная верфь» | Корабельная улица | 3 сквозных пути                   | декабрь 1915    | до февраля 1989 — Завод имени А. А. Жданова | 41, 52, 56, 60        | Перестроена в 1967 году. До этого имела 1 сквозной путь и тупик. До 1929 года входила в состав Оранэлы |
| Стрельна               | Напротив Константиновского дворца к югу от Санкт-Петербургского шоссе                                                       | 2 сквозных пути                   | декабрь 1915    |                                             | 36                    | До 1929 года входила в состав Оранэлы. До 1941 года располагалась у Львовского дворца. Во время Великой Отечественной войны линия в Стрельну сильно пострадала, при восстановлении в 1952 году кольцо в Стрельне перенесено на современное расположение. Самая западная конечная Санкт-Петербурга и единственная, расположенная в пригороде |
| Оборонная улица        | К востоку от перекрёстка улиц Трефолева и Оборонной                                                                         | 3 сквозных пути                   | 5 декабря 1961  |                                             | 36                    | |
| Сосновая Поляна        | Однопутная линия проспект Ветеранов — улица Лётчика Пилютова — проспект Народного Ополчения — улица Пограничника Гарькавого | Квадрат по улицам вокруг квартала | 17 декабря 1971 |                                             | 52                    | На проспекте Народного Ополчения имеется разъезд |
| Улица Маршала Казакова | | 2 сквозных пути                   | 1 сентября 1978 | до 1991 — Проспект Маршала Жукова           | 56                    | Один из путей ранее использовался для отстоя списанных вагонов. |
| ЛЭМЗ                   | | 3 сквозных пути                   | 10 августа 1979 |                                             | 60                    | До 2005 года от кольца на запад ответвлялся тупиковый путь к грунтоотвалу, использовавшийся только грузовыми трамваями |

Также в качестве конечной фактически используется трамвайный парк № 1 (29-й маршрут), на время ремонтов в качестве конечных используются и другие трамвайные парки.

## Неиспользуемые

### Центральная часть
| Название             | Расположение                                                          | Описание         | Дата открытия | Прежние названия | Примечания |
| -------------------- | --------------------------------------------------------------------- | ---------------- | ------------- | ---------------- | --- |
| Сенная площадь       | По оси Садовой улицы, к северо-востоку от улицы Ефимова               | Пошёрстный съезд | 1 марта 2013  |                  | Действовал до 1 октября 2016 года как конечная маршрута № 3, следовавшего от площади Репина в 2024 году используется трамвайным маршрутом 3А. |
| Проспект Добролюбова | На Кронверкском проспекте перед пересечением с проспектом Добролюбова | Пошёрстный съезд | 14 июня 2016  |                  | Действовал во время ремонта Тучкова моста и ремонта трамвайных путе на Кадетской и 1-й линии В. О. Сооружен во избежание закрытия трамвайного движения по Кронверкскому проспекту. В отличие от съезда на Кадетской и 1-й линиях В.О. не демонтирован |

### Северная часть
| Название           | Расположение | Описание                  | Дата открытия | Прежние названия                     | Примечания |
| ------------------ | --- | ------------------------- | ------------- | ------------------------------------ | --- |
| Озерки             | Треугольник Выборгское шоссе — проспект Луначарского — проспект Энгельса, до 1982 — оборотное кольцо на 3 сквозных пути примерно на месте станции метро «Озерки» | По улицам вокруг квартала | 1926          |                                      | Однопутная линия по проспекту Луначарского построена с заделом под второй путь (единственный путь на выделенном полотне смещён). Использовалась в регулярном движении до 10 декабря 1977 года маршрутами № 20, 21 и 26, с сентября по декабрь 1988 года (маршрут № 58) и с 1993 по 1999 год (маршрут № 21А) |
| Байконурская улица | К северу от проспекта Испытателей между проспектом Сизова и Байконурской улицы                                                                                   | 1 сквозной путь (ранее 2) | 5 ноября 1976 | до 26 декабря 1988 — Проспект Сизова | До строительства в 1988 году к/ст «Долгоозёрная улица» располагалась в конце трамвайной линии по проспекту Испытателей. Внешний путь долгое время был не пригоден к эксплуатации по причине зарастания кустарником и деревьями, он демонтирован в 2008 году после строительства магазина «О’Кей». Заезд на кольцо возможен только с востока. Используется только укороченными рейсами и временными маршрутами. |

### Восточная часть
| Название            | Расположение                                                        | Описание         | Дата открытия   | Прежние названия    | Примечания |
| ------------------- | ------------------------------------------------------------------- | ---------------- | --------------- | ------------------- | --- |
| Улица Коммуны       | Начало Рябовского шоссе                                             | 1 сквозной путь  | 1933            | до 1981 – Пороховые | Реконструирована в 1981 году с открытием новой линии. До того момента также имелся внешний тупиковый путь. До 3 июня 2017 года использовалась маршрутами 7, 59. Повторно реконструирована ООО «ТКК» в 2018—2019 годах. Заезд возможен только со стороны улицы Коммуны |
| Народная улица      | Дальневосточный проспект севернее перекрестка с Народной улицей     | Пошёрстный съезд | 4 июля 2013     |                     | Использовалась до 17 января 2014 года маршрутами 39 и 54 во время ремонта трамвайной эстакады на Володарском мосту |
| Ириновский проспект | На проспекте Наставников перед пересечением с Ириновским проспектом | Пошёрстный съезд | 15 декабря 2018 |                     | Действовал до 1 сентября 2019 как конечная 64 маршрута на время реконструкции линии на Ириновском проспекте. Эксплуатировался ООО «ТКК» |

### Южная часть
| Название                      | Расположение                                                         | Описание        | Дата открытия | Прежние названия          | Примечания |
| ----------------------------- | -------------------------------------------------------------------- | --------------- | ------------- | ------------------------- | --- |
| Улица Пограничника Гарькавого | Петергофское шоссе, у торгового центра «Жемчужная Плаза»             | 1 сквозной путь | 1929          | до 1974 – Сосновая Поляна | Ранее имелся тупиковый путь к грунтоотвалу. До 14 сентября 2019 года использовалась маршрутом 60                                |
| Завод имени Ломоносова        | Угол проспекта Обуховской Обороны и Фарфоровской улицы               | 1 сквозной путь | 1936          |                           | Ранее имелся тупиковый путь. Регулярное движение прекращено в 1960 году. С 1989 по 1995 год использовалась маршрутом 65.        |
| Проспект Стачек, 111          | Южнее дома 111, корпус 1 по проспекту Стачек                         | 1 сквозной путь | 1951          | до 1980 — Привал          | Ранее имелся тупиковый путь. Заезд возможен только с востока. Может использоваться укороченными рейсами и временными маршрутами |
| Проспект Славы                | К востоку от Бухарестской улицы между проспектом Славы и Южным шоссе | 2 сквозных пути | 3 января 1966 |                           | С 8 декабря 1986 года используется только временными маршрутами и укороченными рейсами                                          |

## Закрытые

### Закрытые до Великой Отечественной войны
| Название          | Расположение                                 | Конфигурация                     | Дата открытия | Дата закрытия | Прежние названия            | Примечания |
| ----------------- | -------------------------------------------- | -------------------------------- | ------------- | ------------- | --------------------------- | --- |
| Окружной суд      | Литейный проспект перед Литейным мостом      | неизвестно                       | 1908          | 1916          |                             | |
| Электросила       | Московский проспект                          | 1 сквозной путь                  | 1908          | 1940          |                             | Обслуживало 5 маршрутов. Демонтировано по завершении строительства полноценного кольца с 4 путями для отстоя в Благодатном переулке |
| Улица Калинина    | Перекрёсток Оборонной улицы и улицы Калинина | Разъезд в конце однопутной линии | 1929          | 1941          |                             | |
| Кушелевская петля | Пискарёвский проспект у Невы                 | 1 сквозной путь                  | 1922          | 1930          |                             | Не использовалась с 1924 по 1928 год                                                                                                |
| Площадь Диктатуры | Площадь Пролетарской Диктатуры               | 1 сквозной путь                  | 1908          | 1932          | до 1918 – Лафонская площадь | Не использовалась до 1914 года и с 1918 по 1928 год                                                                                 |

### Закрытые в 1945—1991 годах

#### Центральная часть
| Название              | Расположение                                 | Конфигурация                                                              | Дата открытия | Дата закрытия  | Прежние названия                                                                      | Примечания |
| --------------------- | -------------------------------------------- | ------------------------------------------------------------------------- | ------------- | -------------- | ------------------------------------------------------------------------------------- | --- |
| Петровский остров     | Вокруг Петровской площади                    | 1 сквозной путь                                                           | 1933          | 1946           |                                                                                       | Имелось грузовое ответвление к судостроительному заводу «Алмаз». Часть линии на Петровский остров сохранялась до 1995 года как грузовая трамвайная линия на территорию пивоваренного завода «Красная Бавария». Заменена троллейбусной линией в 1948 году. |
| Балтийский вокзал     | Площадь Балтийского вокзала                  | 2 сквозных пути, грузовой однопутный заезд к путям Балтийского вокзала    | 1908          | 1948           |                                                                                       | |
| Петропавловская улица | Вокруг площади Льва Толстого                 | 1 сквозной путь                                                           | 1922          | 1950           |                                                                                       | От кольца ответвлялась однопутная грузовая линия на территорию 1-го Медицинского института в район морга. Пути и контактная сеть кольца частично сохранились в составе нынешней линии. |
| Красная площадь       | Вокруг площади Александра Невского           | 1 сквозной путь                                                           | 1918          | 1951           | до 1924 — Александро-Невская лавра                                                    | От кольца ответвлялся грузовой путь на территорию Александро-Невской лавры (к больнице, которая в то время занимала территорию монастыря), где линия имела два оборотных кольца. После 1924 года использовалась непродолжительное время маршрутом № 4 (в 1927 году) и маршрутом № 24 (с 21 ноября 1942 по 23 февраля 1943). Демонтирована одновременно с ликвидацией трамвайного движения на Невском проспекте. Заменена находящейся неподалёку конечной «Перекупной переулок». |
| Площадь Восстания     | Вокруг площади Восстания                     | 2 пути                                                                    | 1907          | 1951           | до 17 ноября 1918 — Знаменская площадь                                                | Не использовалась в 1931—1933 и 1937—1951 годах. |
| Площадь Искусств      |                                              | 2 пути                                                                    | 1909          | 1951           | до 1918 — Михайловская площадь до 26 сентября 1940 — площадь Лассаля                  | Регулярное движение прекратилось во второй половине 1940-х годов. |
| Улица Смольного       | Смольная набережная в створе улицы Смольного | 1 сквозной путь                                                           | 1908          | 1952           | до 1922 — Пальменбахский перевоз до 1937 — Перевоз Домбаля до 1939 — Смольный перевоз | Имелся тупиковый путь для отстоя трамваев. |
| Горный институт       |                                              | до 1930 — съезд на набережной Лейтенанта Шмидта, с 1930 — 1 сквозной путь | 1924          | 1960           | до 1930 — набережная Лейтенанта Шмидта                                                | В 1930 году после продления линии по набережной перенесена к Горному институту. Регулярное движение прекращено в 1956 году в связи с продлением маршрута № 24. |
| Остров Декабристов    | На месте нынешней площади Балтийских Юнг     | Кольцо в конце однопутной линии                                           | 1929          | 1961           |                                                                                       | В регулярном движении не использовалось |
| Лифляндская улица     | Лифляндская улица в районе конюшен           | 2 сквозных пути                                                           | 1916          | 5 декабря 1961 | до 1941 — Екатерингоф                                                                 | Заезд был возможен только по Лифляндской улице с севера. Заменена конечной «Оборонная улица». |
| Фонарный переулок     |                                              |                                                                           | 1933          | 1971           |                                                                                       | Оборотное кольцо для трамваев, прибывающих по улице Декабристов со стороны улицы Глинки. Использовалось с 1964 по 1971 год 36-м маршрутом. |
| Казанский собор       | За Казанским собором                         | 2 сквозных пути                                                           | 1933          | 1964           | до 13 января 1944 — площадь Плеханова до ноября 1951 — Казанская площадь              | |

#### Вне пределов центра
| Название               | Расположение                                                                                 | Конфигурация                                                | Дата открытия | Дата закрытия | Прежние названия                                                                                     | Примечания |
| ---------------------- | -------------------------------------------------------------------------------------------- | ----------------------------------------------------------- | ------------- | ------------- | --- | --- |
| Средняя Рогатка        | Пулковское шоссе примерно в районе пересечения с 5-м Предпортовым проездом                   | Кольцо на однопутной линии                                  | 1934          | 1950          | | |
| Кировское кольцо       | На месте нынешней Комсомольской площади                                                      | 1 сквозной путь                                             | 1916          | 1954          | до 1929 — Путиловский завод до 17 декабря 1934 — Завод «Красный путиловец» до 1950 — Кировский завод | |
| Большая Охта           | Среднеохтинский проспект после Красногвардейской площади                                     | 1 сквозной путь, два ответвления к грузовой кольцевой линии | 1923          | 1960          | до 1936 — Охта                                                                                       | Оборотное кольцо для оборота трамваев, прибывающих со стороны Новочеркасского проспекта. От этого кольца начиналось ещё одно, которое вело к грузовой станции Охта и использовалось только грузовыми трамваями (по его ходу имелись три грузовых тупиковых ответвления). Демонтирована в связи с переустройством Красногвардейской площади. |
| 2-й Муринский проспект | Севернее нынешней Светлановской площади                                                      | 2 сквозных пути                                             | 1933          | 1960          | до 1950 — Завод «Светлана»                                                                           | |
| Благодатный переулок   | В 200 метрах к западу от Московского проспекта, на месте дома 20 по Благодатной улице        | 4 сквозных пути                                             | 1937          | 1961          | | После закрытия пассажирского движения использовалась грузовыми трамваями до 1963—1965 года. В 1969 году поворот с Московского проспекта на Благодатную улицу был возобновлён с продлением пути мимо старого кольца до новой конечной станции Броневая.                                                                                      |
| Правый берег Невы      | Дальневосточный проспект, восточнее начала улицы Дыбенко (по другим данным — улицы Крыленко) | 1 сквозной путь                                             | 1960          | ноябрь 1968   | до марта 1965 — Весёлый Посёлок                                                                      | Заезд был возможен только со стороны нынешней Народной улицы, поскольку рельсы в месте соединения кольца с участком правобережной линии трамвая до Малой Охты, который долгое время не использовался в маршрутном движении, были разобраны.                                                                                                 |

### Закрытые после 1991 года

#### Адмиралтейский район
| Название                   | Расположение                                                                     | Конфигурация                                                           | Дата открытия | Дата закрытия   | Прежние названия            | Примечания |
| -------------------------- | -------------------------------------------------------------------------------- | ---------------------------------------------------------------------- | ------------- | --------------- | --------------------------- | --- |
| Варшавский вокзал          | К востоку от Варшавского вокзала, вокруг Церкви Воскресения Христова «Бутылочка» | 2 сквозных пути, однопутный въезд на грузовой двор Варшавского вокзала | 1950          | июнь 1993       |                             | Подъездные пути на территорию Варшавского вокзала были построены ещё осенью 1914 года, т.е. ещё до строительства кольца, с целью вывоза в госпитали города раненных военных с поездов. Остатки рельсов грузовой линии сохранялись до 2012 года. |
| 10-я Красноармейская улица |                                                                                  | Квадрат по улицам вокруг квартала                                      | 1915          | 14 октября 2002 |                             | Стала однопутной в восточном направлении в 1964 году. Использовалась в 1973—1979 и 1993—2002 годах. Имела диспетчерскую, несмотря на невозможность отстоя.                                                                                      |
| Порт                       | Двинская улица                                                                   | 3 сквозных пути (ранее 1)                                              | 1915          | 5 апреля 2003   | до 1917 — Эстляндская улица | Ранее имелся тупиковый путь и грузовой заезд на территорию порта. |

#### Василеостровский район
| Название                 | Расположение | Конфигурация                               | Дата открытия | Дата закрытия                        | Прежние названия                                                                          | Примечания |
| ------------------------ | --- | ------------------------------------------ | ------------- | ------------------------------------ | ----------------------------------------------------------------------------------------- | --- |
| Набережная реки Смоленки | Южнее пересечения проспекта КИМа и переулка Декабристов                                                          | 2 сквозных пути                            | 1913          | конец августа – начало сентября 2001 | До 1954 года также использовалось название «Смоленское кладбище»                          | |
| Малый проспект В. О.     | Северо-восточнее перекрёстка Малого проспекта В. О. и улицы Беринга                                              | 3 сквозных пути, до 1960 — 1 сквозной путь | 1930          | 7 августа 2002                       | до 1924 — Наличный переулок до 1932 — Гавань, Гаванская петля до 1960 — Наличный переулок | В 1960 году перенесена на несколько сотен метров восточнее. Демонтирована в 2006 году, линия по Малому проспекту снята в 2009 году              |
| 25-я линия               | К юго-востоку от перекрёстка Среднего проспекта и 25-й линии, перед фасадом ВНИМИ, выходящим на Средний проспект | 2 сквозных пути                            | 1914          | 2006                                 | до 1924 – Ольгинская петля                                                                | Кольцо получило своё первоначальное название по расположенному рядом в момент открытия Ольгинскому приюту. Перестало использоваться с 1959 года |

#### Петроградский район
| Название                  | Расположение                                                                                         | Конфигурация                           | Дата открытия | Дата закрытия  | Прежние названия                                                                       | Примечания |
| ------------------------- | --- | -------------------------------------- | ------------- | -------------- | -------------------------------------------------------------------------------------- | --- |
| Барочная улица            | Прямоугольник Лодейнопольская улица — Петрозаводская улица — Барочная улица — Большая Зеленина улица | Квадрат по улицам вокруг квартала      | 1916          | 1 октября 2001 | Регулярное движение прекращено в 1996 году                                             | |
| Большая Разночинная улица | Прямоугольник Большая Разночинная улица — Корпусная улица — Пионерская улица — Чкаловский проспект   | Квадрат по улицам вокруг квартала      | 1947          | 1 октября 2001 |                                                                                        | На Корпусной улице имелось однопутное грузовое ответвление. |
| Новоладожская улица       | Северо-западнее перекрёстка Новоладожской и Пионерской улиц                                          | 1 сквозной путь                        | 1915          | октябрь 2001   | до 1922 – Церковь Спаса Колтовского до 1934 – Корпусная улица до 1954 — завод «Вулкан» | Оборотное кольцо для трамваев, прибывающих по Пионерской улице c юга. С 1918 по 1924 год не использовалось. При развороте трамваи выезжали на служебную линию, ведущую к заводу «Вулкан» по Новоладожской улице. До лета 2017 года сохранялись фрагменты этих путей — по одному рельсу на Гдовской улице и у заезда на завод «Красное знамя». |
| ЦПКиО                     | | 3 сквозных пути                        | 1928          | 1 октября 2002 | до 1934 – 2-й Елагин мост до 1991 – ЦПКиО им. С. М. Кирова                             | Имелся тупиковый путь. В 1970 году была перенесена на несколько сотен метров восточнее своего старого расположения. До 2018 года на закрытой конечной станции сохранялись опоры контактной сети. |
| Приморский парк Победы    | Северо-восточнее перекрёстка Южной аллеи и Крестовского проспекта 59°58′08″ с. ш. 30°14′52″ в. д.    | 7 сквозных путей, 2 тупика (см. схему) | 1947          | 4 июля 2007    |                                                                                        | До момента закрытия являлась крупнейшей конечной станцией Санкт-Петербурга. |

#### Центральный район
| Название           | Расположение                                                                             | Конфигурация                      | Дата открытия   | Дата закрытия   | Прежние названия | Примечания |
| ------------------ | ---------------------------------------------------------------------------------------- | --------------------------------- | --------------- | --------------- | ---------------- | --- |
| Конюшенная площадь | 59°56′28″ с. ш. 30°19′35″ в. д.                                                          | 2 сквозных пути                   | 1951            | 20 февраля 1998 |                  | Реконструировалось с 1966 по 1970 год |
| Стремянная улица   | Прямоугольник улица Марата — Стремянная улица — Дмитровский переулок — Колокольная улица | Квадрат по улицам вокруг квартала | 1 сентября 1932 | 1 января 1993   |                  | На Стремянной улице имелся разъезд. Некоторое время существовала линия в Поварском переулке. Пути окончательно демонтированы в 2000 году |

#### Вне пределов центра
| Название            | Расположение                                                                                              | Конфигурация                                                | Дата открытия | Дата закрытия  | Прежние названия                                                   | Примечания |
| ------------------- | --- | ----------------------------------------------------------- | ------------- | -------------- | ------------------------------------------------------------------ | --- |
| Станция Нева        | Южнее перекрёстка Народной улицы и проспекта Большевиков 59°52′54″ с. ш. 30°29′16″ в. д.                  | 2 сквозных пути, тупик                                      | 1967          | 22 мая 1997    |                                                                    | Недалеко от конечной станции имелось грузовое ответвление на разветвлённую сеть базы завода «Севкабель». По состоянию на май 2023 года у одного из ангаров на территории базы оставался грузовой путь.                                                                                               |
| Рыбинская улица     | Восточнее перекрестка набережной Обводного канала и Рыбинской улицы                                       | 1 сквозной путь                                             | 1987          | 1 февраля 1999 |                                                                    | Действовало в период ремонта трамвайных путей на набережной Обводного канала. До 2 марта 1992 года заезд осуществлялся только с востока, затем он был перенесен к западной стороне. |
| Броневая            | К востоку от станции                                                                                      | 2 сквозных пути                                             | декабрь 1969  | 2 октября 2002 |                                                                    | Проведение линии от Московского проспекта по Благодатной улице до станции Броневая стало возможным лишь после демонтажа в 1967 году железнодорожных путей вдоль Варшавской улицы (объединения Балтийского и Варшавского направлений на участке от Корпусного проезда до Ленинского проспекта).       |
| Кинотеатр «Юность»  | Улица Савушкина между улицей Академика Шиманского и Шишмарёвским переулком 59,98494° с. ш. 30,2862° в. д. | 2 сквозных пути                                             | 1908          | 2001           | до 1973 – Новая Деревня                                            | До 1951 года — прямоугольник «улица Шиманского — улица Савушкина — Шишмарёвский переулок — Приморский проспект». Перестроено в самостоятельную конечную станцию в 1951 году в связи с переносом путей с Приморского проспекта на улицу Савушкина. Регулярное движение прекращено 1 декабря 1981 года |
| Площадь Калинина    | У пересечения переулка Усыскина и улицы Васенко 59,97055° с. ш. 30,38892° в. д.                           | До 1955 — 1 сквозной путь; с 1955 по 2002 — 2 сквозных пути | 1916          | 5 апреля 2003  | до 1924 – Полюстровский проспект до 1955 – Кондратьевский проспект | В 1955 году была перенесена несколько севернее своего старого расположения. Одновременно с этим разобрана грузовая линия, начинавшаяся незадолго до кольца. |
| Турухтанные острова | | 1 сквозной путь, тупик                                      | 1931          | 12 января 2006 |                                                                    | Поводом к закрытию стало ДТП с падением столба и обрывом контактной сети на дороге на Турухтанные острова. |

### Существовавшие в качестве временных
| Название                 | Расположение                                                                               | Конфигурация                                              | Дата открытия    | Дата закрытия   | Примечания |
| ------------------------ | ------------------------------------------------------------------------------------------ | --------------------------------------------------------- | ---------------- | --------------- | --- |
| Гражданский проспект     | Проспект Просвещения между улицей Брянцева и Гражданским проспектом                        | 1 сквозной путь                                           | январь 1971      | 1 сентября 1972 | Демонтировано после продления линии на запад |
| Ленинский проспект       | Перекрёсток улицы Десантников и Ленинского проспекта                                       | 1 сквозной путь                                           | 27 декабря 1983  | 1989            | Демонтировано после соединения линий по улицам Десантников и Маршала Казакова                                                                                      |
| Долгоозёрная улица       | Около пересечения проспекта Авиаконструкторов и Долгоозёрной улицы                         | 1 сквозной путь                                           | 26 декабря 1988  | декабрь 1990    | Демонтировано одновременно с продлением линии до улицы Шаврова |
| Госпиталь                | Народная улица перед Володарским мостом                                                    | 1 сквозной путь                                           | 14 сентября 1988 | 23 января 1993  | Построено на время реконструкции Володарского моста |
| 1-я и Кадетская линии    | 1-я и Кадетская линии Васильевского острова, южнее пересечения линий и набережной Макарова | Противошёрстный съезд со стороны Среднего проспекта В. О. | 14 июня 2016     | 19 ноября 2017  | Съезд был сооружён на время реконструкции Тучкова моста, чтобы избежать закрытия трамвайного движения на Васильевском острове. После завершения работ был разобран |
| Проспект Испытателей, 11 | Возле проспекта Испытателей, 8                                                             | Пошёрстный съезд                                          | 29 июля 2019     | 4 августа 2019  | Съезд был построен для ремонта путей на проспекте Испытателей |

### Грузовые
| Название                                | Расположение                                                      | Конфигурация      | Дата открытия | Дата закрытия | Примечания |
| --------------------------------------- | ----------------------------------------------------------------- | ----------------- | ------------- | ------------- | --- |
| Яшумовский карьер                       | Восточнее перекрёстка Светлановского проспекта и улицы Жака Дюкло | Разъезд, 3 тупика | 1917          | 1963          | В Яшумовском карьере велась добыча песка для нужд городского трамвая. |
| Испытательный полигон в Весёлом Посёлке | Около пересечения Дальневосточного проспекта и улицы Подвойского  | 2 сквозных пути   | 1968          | 1989          | При строительстве Дальневосточного проспекта в 1968 году правобережная линия трамвая была перенесена и спрямлена по центру проспекта. Однако часть старой линии на участке от улицы Дыбенко до улицы Подвойского была сохранена, в районе нынешнего пересечения проспекта с улицей Подвойского было устроено двухпутное кольцо. Остаток старой линии соединялся с новой по проспекту однопутной «перемычкой», соединявшейся пошёрстной стрелкой с путём в направлении Малой Охты. Позже, по мере многоэтажной застройки микрорайона, линия-«перемычка» была перенесена к улице Антонова-Овсеенко. Точное назначение кольца неизвестно. По одной из версий, оно использовалось как полигон для учебных трамваев. В 1980-е годы на кольце, а также линии к нему отстаивались списанные и повреждённые трамвайные вагоны (позже — только грузовые платформы). В начале 1970-х годов в районе пересечения Дальневосточного проспекта и улицы Антонова-Овсеенко также действовало однопутное кольцо, ответвлявшееся от старой линии сразу же после «перемычки» с новой по Дальневосточному проспекту, вероятно, для вывоза грунта. |

## Галерея
- Конечная станция «Малая Охта» до реконструкции. 2007 год
- Конечная станция «Стрельна». 2008 год
- Территория бывшей конечной станции «Приморский парк Победы». 2008 год
- Табличка на здании диспетчерской бывшей конечной станции «Приморский парк Победы». 2008 год